# Chiesa di San Nicolò (Sarentino)
La chiesa di San Nicolò (in tedesco St. Nikolaus in Durnholz) è la parrocchiale a Valdurna, frazione di Sarentino in Alto Adige. Fa parte del decanato di Bolzano-Sarentino e la sua storia inizia nel XIII secolo.

## Storia

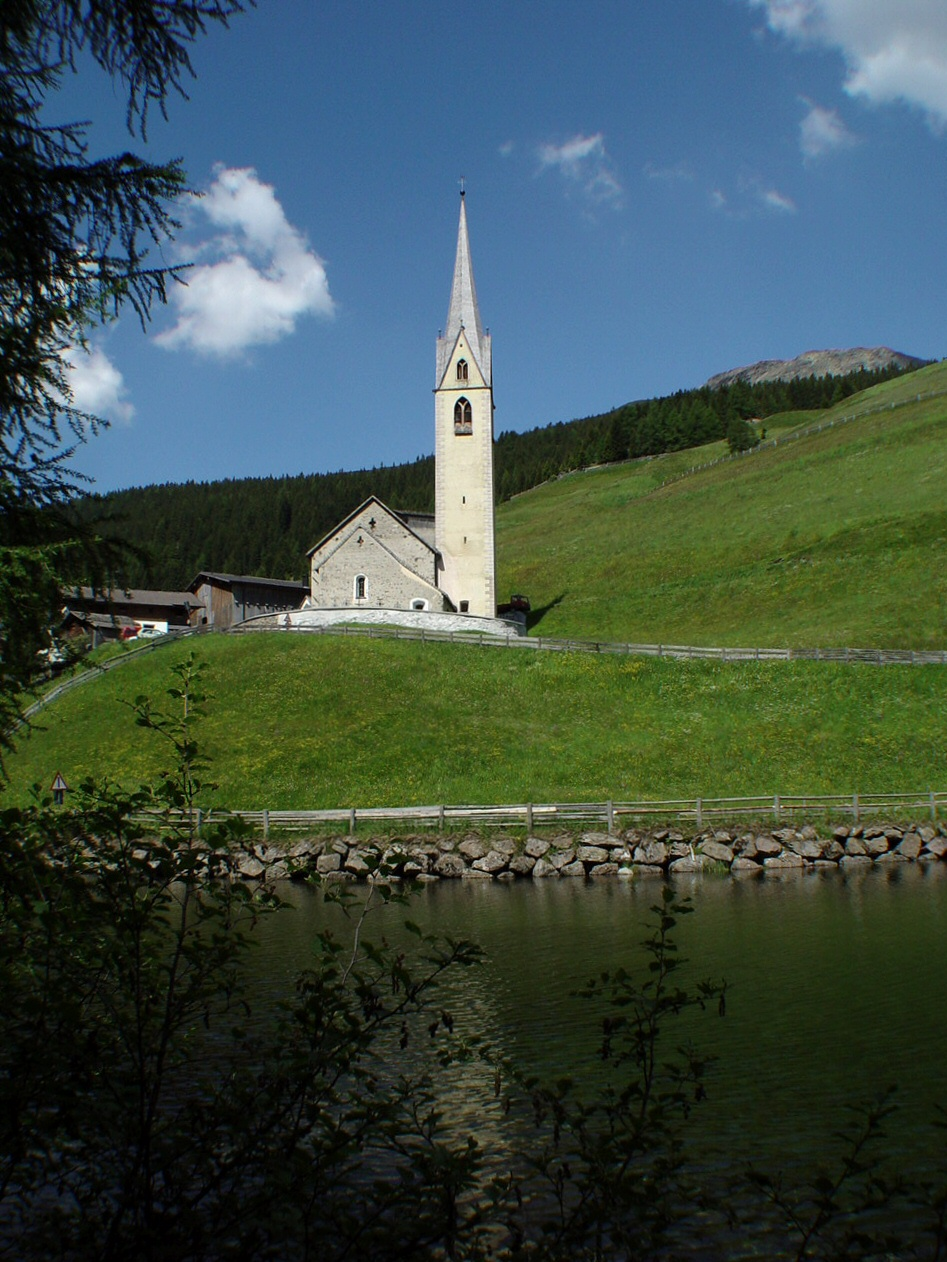
La chiesa ed il lago di Valdurna.

La chiesa con dedicazione a san Nicolò in frazione Valdurna è tra le più antiche del territorio comunale e risale al XIII secolo mentre per gli affreschi occorre arrivare al secolo successivo.
Durante lavori di restauro conservativo eseguiti nel 1986 nel piccolo luogo di culto sono stati scoperti e descialbati gli affreschi probabilmente coperti con un'imbiancatura durante un'epidemia di peste.
Tali affreschi di scuola gotica sono giudicati molto significativi e tra i più belli dell'Alto Adige.

## Descrizione

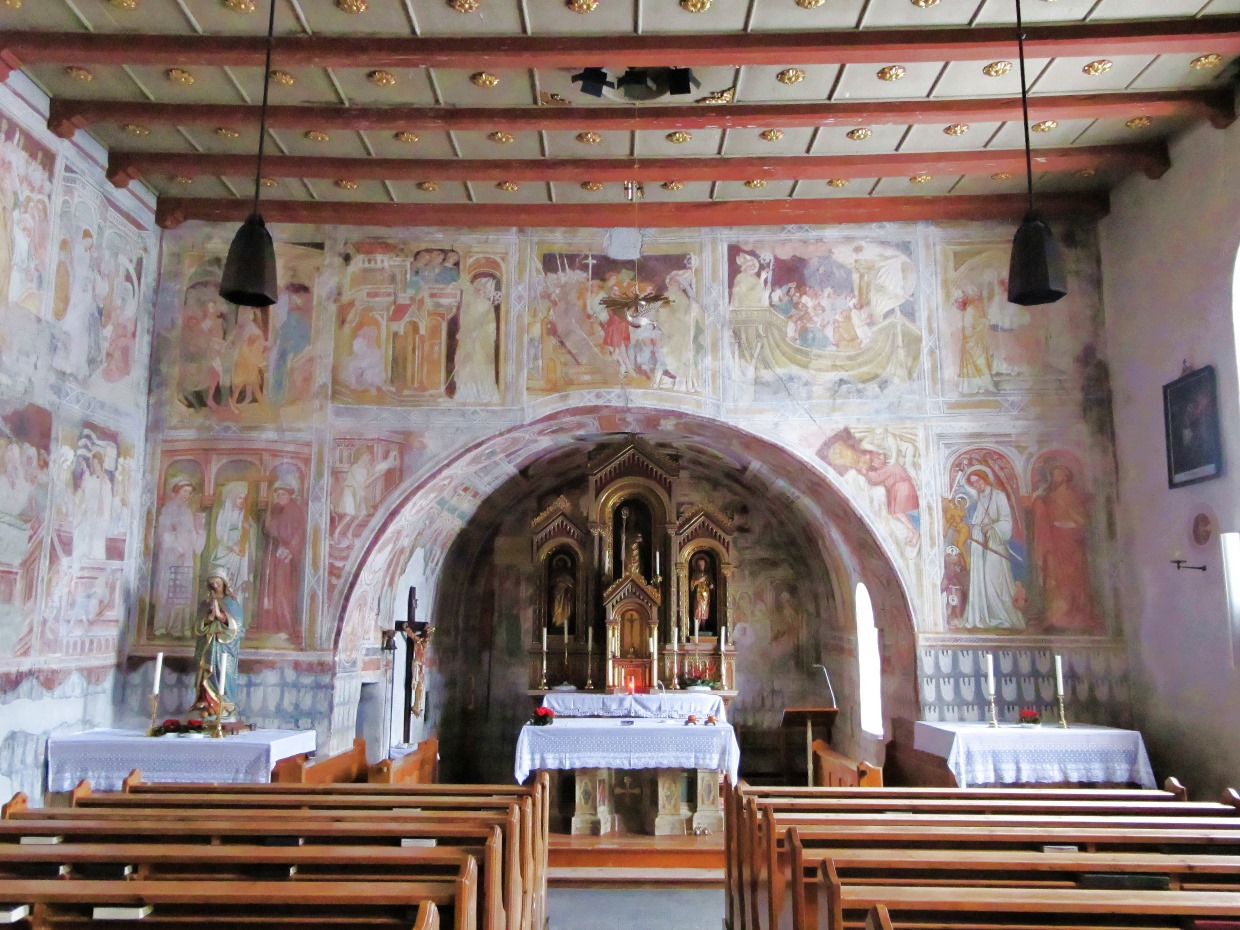
Navata e parte presbiteriale con altar maggiore ed arco santo della chiesa.

L'edificio sorge a breve distanza dal lago di Valdurna, nella parte orientale di un piccolo gruppo di edifici della frazione sparsa di Valdurna. Ha un orientamento verso nord ovest e il prospetto principale è rivolto verso l'abitato. Accanto alla sua parte absidale si trova il piccolo cimitero racchiuso dal muretto che protegge il rilievo dove si trova il complesso e che si affaccia sul lago.
La torre campanaria che si alza nella parte a sinistra dell'edificio è in stile gotico. La cella campanaria è aperta con bifore e sopra si essa una seconda cella, con aperture a bifora quasi identiche ma di dimensioni minori, fa parte della grande e slanciata guglia apicale di copertura.
La navata interna è unica e di piccole dimensioni (15 m di lunghezza e 9 m di larghezza). Il soffitto ligneo della sala è piatto mentre la parte del coro è coperta da una volta a botte.
La chiesa presenta affreschi che furono forse dipinti intorno al 1430 e ricoperti di calce nel periodo della peste. Questo grande ciclo di affreschi nella sala, sull'arco santo e su altre pareti venne recuperato negli anni ottanta del XX secolo. I dipinti dell'arco santo raffigurano scene tratte dalla vita di san Nicolò. Altri affreschi coevi ma attribuiti a maestri diversi si trovano nella zona dell'altar maggiore e sulle pareti ed occupano complessivamente una superficie di 150 m². Questi rappresentano la Passione di Cristo, san Vito e diversi altri personaggi biblici. Queste opere ascrivono alla più significativa pittura murale gotica alpina.